# Allaktivitetshuset i Sundbyberg

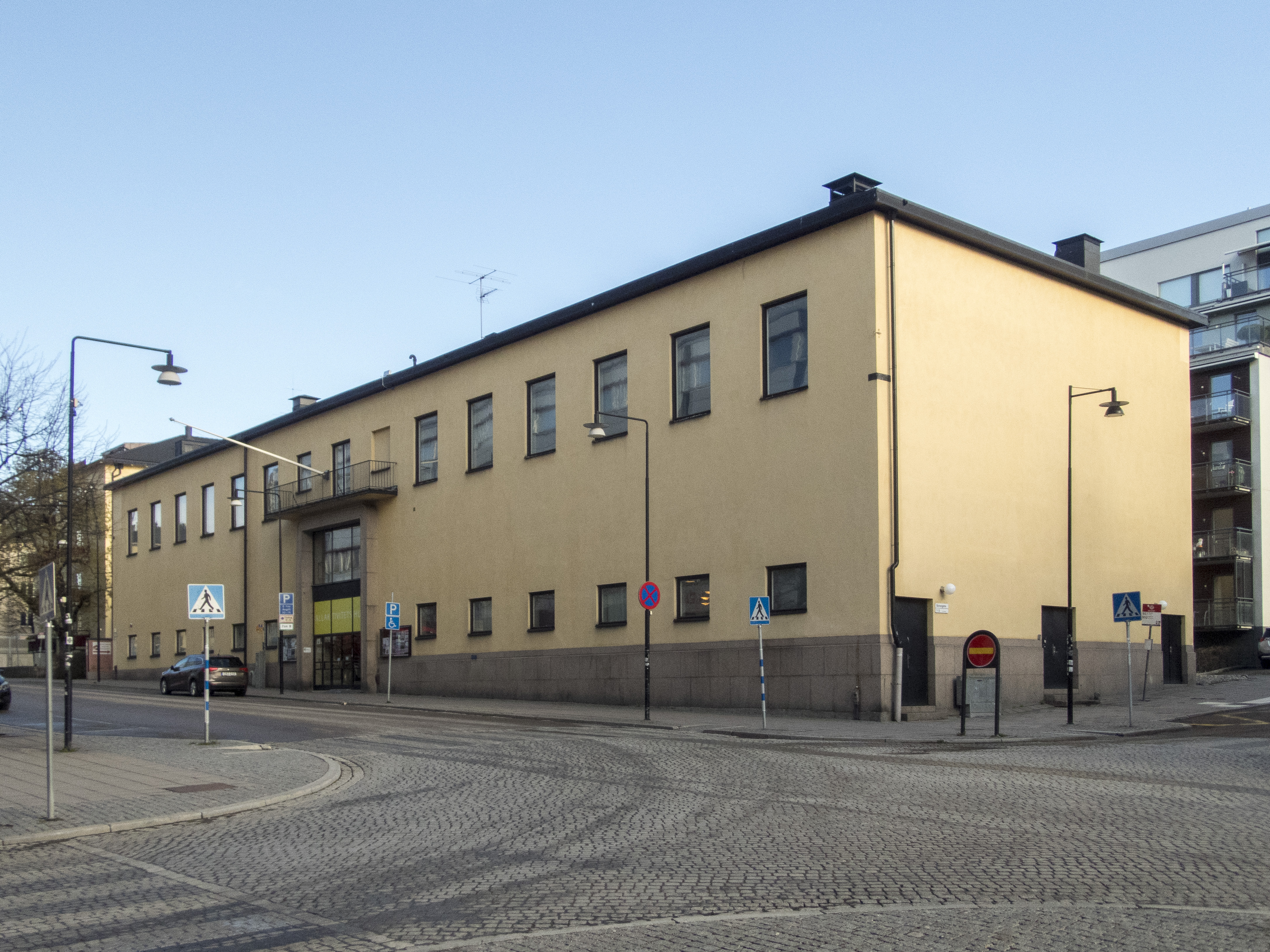
Allaktivitetshuset

Allaktivitetshuset är ett kommunalt kulturhus på Sturegatan i Centrala Sundbyberg som togs i bruk 2013.

## Historik
Byggnaden uppfördes av Sundbybergs Folketshusförening 1930 i en blandstil mellan 20-talsklassicism och funktionalism och ritades av arkitekterna Eskil Sundahl och Artur von Schmalensee. Den fungerade som en del av Folkets hus och benämndes Nya Folkets Hus. 1999 sålde föreningen byggnaden och den kom senare att inrymma bland annat kontor.
Huset med totalt 2 700 kvm ägs av Fastighets Aktiebolaget Brostaden och hyrs av kommunen. Det invigdes som Allaktivitetshuset den 14 december 2013. Verksamheten i huset bedrivs av olika föreningar .